# Acrotaphus chedelae
Acrotaphus chedelae (лат.) — вид мелких перепончатокрылых наездников рода Acrotaphus из подсемейства Pimplinae (=Ephialtinae) семейства Ichneumonidae (Hymenoptera). Южная Америка: Аргентина, Бразилия, Колумбия, Коста-Рика, Панама, Парагвай и Тринидад и Тобаго.

## Описание
Длина переднего крыла 11—19 мм. Этот вид можно отличить от всех других видов Acrotaphus по сочетанию следующих признаков: 1) край щёк плоский за глазами в дорсальном виде; 2) край щёк равен 0,75—0,95× от длины глаза в дорсальном виде; 3) задние оцеллии отделены от глаза на 0,4—0,7× их диаметра в дорсальном виде; 4) метасома полностью оранжевая или оранжевая с тергитом V черноватым по центру, тергиты VI+ чёрные; 5) задняя лапка обычно оранжевая, с черноватой вершиной бедра и голени и всей лапкой; 6) яйцеклад равен 1,4—1,7× длины задней голени. Паразитирует на пауках-кругопрядах Argiope argentata (Fabricius, 1775) и Metazygia sp..